# Лебанон (Канзас)
Лебанон (енгл. Lebanon) град је у америчкој савезној држави Канзас.

## Демографија
По попису из 2010. године број становника је 218, што је 85 (-28,1%) становника мање него 2000. године.
| Група             | 2000.       | 2010.       |
| Белци             | 296 (97,7%) | 206 (94,5%) |
| Афроамериканци    | 0 (0,0%)    | 0 (0,0%)    |
| Азијати           | 0 (0,0%)    | 1 (0,5%)    |
| Хиспаноамериканци | 4 (1,3%)    | 7 (3,2%)    |
| Укупно            | 303         | 218         |